# (4144) Vladvasilʹev
(4144) Vladvasilʹev ist ein Hauptgürtelasteroid, der am 28. September 1981 von Ljudmyla Schurawlowa vom Krim-Observatorium aus entdeckt wurde.
Der Asteroid wurde nach dem russischen Balletttänzer Vladimir Victorovich Vasilʹev benannt.